# Stummer János (vármegyei tisztviselő)
Ez a szócikk a Békés vármegyésről szól. Hasonló címmel lásd még: Stummer János (egyértelműsítő lap).
Terényi Stummer János (1764 – Békéscsaba, 1842. augusztus 20.) táblabíró, főszolgabíró, Békés vármegye helyettes alispánja.

## Élete
A nemesi származású római katolikus terényi Stummer család sarja volt. Apja terényi Stummer János, anyja benedekfalvi Luby Julianna volt. A családi legendárium szerint a Stummer család Württembergből származott. Stummer György, aki Koháry István országbíró mellett tevékenykedett, 1741. október 28-án Mária Terézia magyar királynőtől nemességet szerzett. Állítása szerint ősei is valóságos nemesek voltak, ám nemeslevelük elveszett, ezért folyamodott újabb adományért. A család ősi fészke Ipolykeszi és Terény volt, de házasodás révén a báti, disznósi, túri, várboki, cseri, korponai részbirtokokat is megörökölték.
Stummer János 1790 körül költözött át Békés vármegyébe; nemességét, a Hont vármegyei 1790. május 28-i bizonyságlevél alapján, 1790. december 16-án hirdették ki Gyulán. 1790. április 26-án a Békés vármegyei tisztújítás alkalmával a csabai és békési járási alszolgabírói posztra is jelölték, azonban csabai járási esküdtnek választották meg, a tisztséget 1803-ig töltötte be. 1799-ben aladószedőnek ajánlották, de önként elállt a jelöléstől. A rendek a főispán előterjesztésére 1802. március 11-én az országgyűlés idejére Paulovitz József helyére másodszolgabírónak helyettesítették. Stummer ideiglenes posztjáról hamarosan, a diéta végével, 1802. november 23-án mondott le. Horváth Zsigmond 1803. május 3-án tiszteletbeli másodszolgabírónak helyettesítette. A főispán 1803. november 21-én a csabai járás másodszolgabírájává nevezte ki.
Az alispán 1814. augusztus 19-én Stummert bízta meg Paulovitz József csabai járási főszolgabíró törvényes és egyéb hivatalos funkciói ellátásával; ezzel 1814 és 1817 között foglalkozott. A főispán a rendek előterjesztésére 1815. szeptember 5-én tiszteletbeli főszolgabíróvá nevezte ki. Bedekovich Ferenc 1818. február 24-én a rendes főszolgabírói posztra emelte, állását március 28-án foglalta el, a hivatali esküt július 14-én tette le. 1826 októberében két héten át helyettesítette a távol lévő Rudnyánszky Sándor helyettes alispánt. A főispán 1828. február 5-én a legközelebbi tisztújításig ismét helyettes alispánnak nevezte ki Stummert.
Stummer János fiával, a gyermek nélküli Stummer Imrével (1798-1848) a család békési férfiága kihalt. Ezért Stummer Imre az ipolykeszi ágból származó unokatestvérétől, Stummer Ferenctől (1799-1848) származó fiát, Stummer Lajost örökbe fogadta. Stummer Lajos Békés megyébe költözött, elhagyta eredeti családnevét, és a békési ág előnevét, a "Terényit" vette fel vezetéknévnek.
1842. augusztus 20.-án hunyt el Békéscsabán 78 évesen.

## Házassága és gyermekei
Stummer János feleségül vette az ősrégi péchujfalusi Péchy családból való, péchujfalusi Péchy Franciska (c.1771—1811) kisasszonyt. Házasságukból hat gyermek született: 
- Stummer Franciska Xavéria (Békéscsaba, 1794. december 12.-†?)
- Stummer Imre László (Orosháza, 1798. szeptember 13.-1848)
- Stummer Eleonóra (Orosháza, 1801. február 4. -1818)[3]
- Stummer Mária (Orosháza, 1803. szeptember 4.-1832).[4] Férje, rozváczi Omazta Zsigmond (1801-1867), táblabíró, Békésmegye alkotmányos első alispánja.[5] Leányuk, nemes Reök Istvánné rozváczi Omazta Mária Terézia (1832-1906) volt.
- Stummer Júlia (Békéscsaba, 1805. szeptember 19.-†?)
- Stummer Krisztina Terézia (Békéscsaba, 1810. június 26.-1864). Férje, Paulovitz Gábor.